# 7905 Дзюдзоітамі
7905 Дзюдзоітамі (7905 Juzoitami) — астероїд головного поясу, відкритий 24 липня 1997 року.
Тіссеранів параметр щодо Юпітера — 3,178.